# 弗莱明食品店
弗莱明食品店（英語：Flemings Food Stores）为旗下的澳洲超级市场。

## 歷史
第一家商店於1930年以建立，由Jim Fleming Sr.和George Fleming開業。在第二次世界大戰後，名稱變更為“弗莱明食品店”。
在1960年，弗莱明食品店被出售給沃尔沃斯超市，當時悉尼弗莱明食品店的正有55家商店。